# Sunčana elektrana Vrlika Jug
Sunčana elektrana Vrlika Jug, sunčana elektrana u Hrvatskoj kod grada Vrlike, u selu Kosorima. Proizvodit će električnu energiju bez ugovora s HROTE-om o otkupu po poticajnoj cijeni. Pridonijet će jačoj podgradnji u funkciji razvoja turizma, zato što će električnu energiju proizvoditi u najpotrebnije vrijeme a to je kad je povećana potrošnja tijekom ljetne turističke sezone. Prednost je što će sunčane elektrane upravo tada najviše proizvoditi.
Dio ciklusa gradnje sunčanih elektrana u Hrvatskoj koji je pokrenuo HEP, u skladu sa smjernicom europske energetsko-klimatske politike. Nastale su u suradnji s partnerima jedinicama lokalne i regionalne samouprave te tvrtkama. Grad Vrlika je razvijao projekt, koji je HEP Proizvodnja otkupila u prosincu 2018. godine. Predstavlja realizaciju 1. faze planirane izgradnje na južnom dijelu Radne zone Kosore. Vrijednost ulaganja je 14,7 milijuna kuna. Priključna snaga elektrane bit će 2,1 MW, a očekivana godišnja proizvodnja oko 2,9 milijuna kWh. Čitava izgradnja trebala bi se realizirati tijekom druge polovice 2019. godine.